# Deutsche Fußballmeisterschaft der A-Junioren 1999/2000
Die deutsche Fußballmeisterschaft der A-Junioren 1999/2000 gewann Bayer 04 Leverkusen. Im Endspiel in der Leverkusener BayArena siegte Bayer 04 am 2. Juli 2000 mit 4:2 gegen Werder Bremen.

## Teilnehmende Mannschaften
An der Endrunde zur deutschen A-Jugendmeisterschaft nahmen folgende Mannschaften teil:
- Werder Bremen (Meister Regionalliga Nord)

- Hannover 96 (Vize-Meister Regionalliga Nord)

- Tennis Borussia Berlin (Meister Regionalliga Nordost)

- Bayer 04 Leverkusen (Meister Regionalliga West)

- FC Schalke 04 (Vize-Meister Regionalliga West)

- 1. FC Kaiserslautern (Meister Regionalliga Südwest)

- VfB Stuttgart (Meister Regionalliga Süd)

- FC Bayern München (Vize-Meister Regionalliga Süd)

## Viertelfinale
| Datum          |                      | Gesamt |                        | Hinspiel | Rückspiel |
| -------------- | -------------------- | ------ | ---------------------- | -------- | --------- |
| 14./18.06.2000 | 1. FC Kaiserslautern | 2:4    | Tennis Borussia Berlin | 1:1      | 1:3       |
| 14./18.06.2000 | VfB Stuttgart        | 0:2    | Bayer 04 Leverkusen    | 0:0      | 0:2       |
| 14./18.06.2000 | FC Schalke 04        | 2:3    | FC Bayern München      | 2:0      | 0:3       |
| 15./18.06.2000 | Hannover 96          | 2:9    | Werder Bremen          | 1:5      | 1:4       |

## Halbfinale
| Datum          |                        | Gesamt |                     | Hinspiel | Rückspiel |
| -------------- | ---------------------- | ------ | ------------------- | -------- | --------- |
| 22./25.06.2000 | Tennis Borussia Berlin | 2:5    | Bayer 04 Leverkusen | 1:1      | 1:4       |
| 22./25.06.2000 | FC Bayern München      | 3:4    | Werder Bremen       | 1:1      | 2:3       |

## Finale
| Bayer 04 Leverkusen                                         | Bayer 04 Leverkusen | Werder Bremen | Werder Bremen |
| ----------------------------------------------------------- | --- | --- | ------------- |
| Bayer 04 Leverkusen                                         | \| Sonntag, 2. Juli 2000 um 11:00 Uhr in Leverkusen (BayArena) \| \| Ergebnis: 4:2 (3:1) \| \| Zuschauer: 7.500 \| \| Schiedsrichter: Nicht bekannt \| | \| Sonntag, 2. Juli 2000 um 11:00 Uhr in Leverkusen (BayArena) \| \| Ergebnis: 4:2 (3:1) \| \| Zuschauer: 7.500 \| \| Schiedsrichter: Nicht bekannt \| | Werder Bremen |
| Bayer 04 Leverkusen                                         | Tom Starke – Nenad Lazarevic, Mile Božić, Nico Reckert, Petr Čoupek (85. Stefan Bungart) – Nasir El Kasmi (63. Landon Donovan), Michael Habljak, Tim Jerat – Hüzeyfe Doğan, Thorsten Burkhardt (71. Fabian Ewertz), Felix Bably Cheftrainer: Thomas Hörster | Tim Hashagen – Hannes Wilking, Dennis Votava, Simon Knipper, Heinrich Büntemeyer – Heiner Backhaus (62. Mario Neunaber), Benjamin Titz (54. Hüseyin Altindag), Christian Schulz (46. Andre Möller), Simon Rolfes – Ahmet Kuru, Joey Di Iorio Cheftrainer: Axel Plaat | Werder Bremen |
| Bayer 04 Leverkusen                                         | 1:1 Burkhardt (22.) 2:1 Doğan (42.) 3:1 Burkhardt (45.) 4:1 El Kasmi (58.) | 0:1 Di Iorio (8.) 4:2 Rolfes (68.) | Werder Bremen |
| Sonntag, 2. Juli 2000 um 11:00 Uhr in Leverkusen (BayArena) | | |               |
| Ergebnis: 4:2 (3:1)                                         | | |               |
| Zuschauer: 7.500                                            | | |               |
| Schiedsrichter: Nicht bekannt                               | | |               |